# Bacares
Bacares là một đô thị thuộc tỉnh Almería, ở cộng đồng tự trị Andalusia, Tây Ban Nha. Đô thị này có diện tích 95 km², dân số năm 2005 là 291 người.

## Biến động dân số
| 1999 | 2000 | 2001 | 2002 | 2003 | 2004 | 2005 |
| ---- | ---- | ---- | ---- | ---- | ---- | ---- |
| 284  | 291  | 295  | 295  | 287  | 296  | 291  |

Nguồn: INE (Tây Ban Nha)